# Hogna nigrichelis
Hogna nigrichelis este o specie de păianjeni din genul Hogna, familia Lycosidae. A fost descrisă pentru prima dată de Roewer, 1955.
Este endemică în Iran. Conform Catalogue of Life specia Hogna nigrichelis nu are subspecii cunoscute.